# Ryan Hreljac

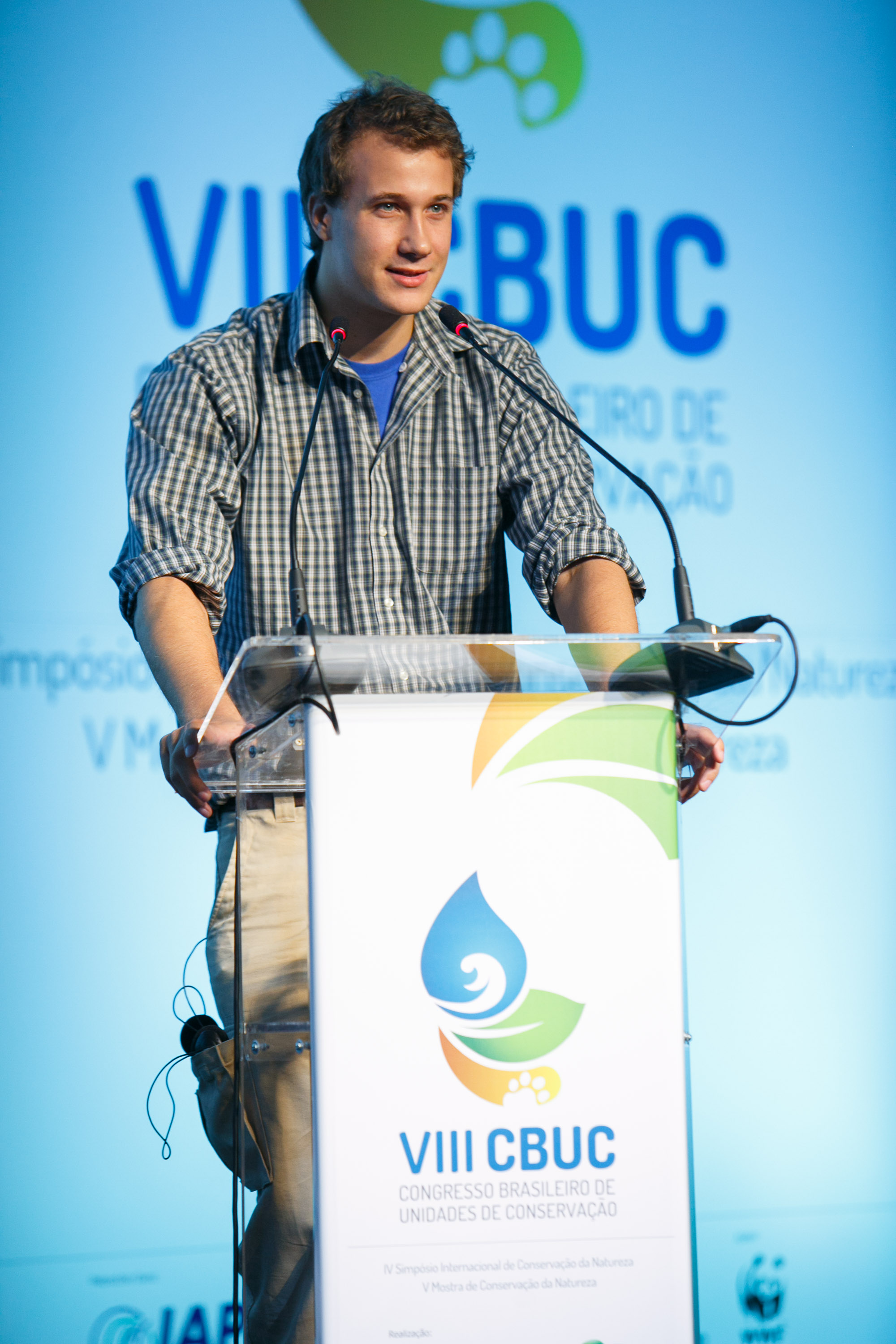
Ryan Hreljac, 2015

Ryan Hreljac (* 31. Mai 1991 in Kanada) ist ein kanadischer Menschenrechtler, Wasseraktivist und Politikwissenschaftler. Mit seiner Stiftung – in Kindestagen gegründet – versucht er weltweit für sauberes Wasser und Zugang zu Wasser zu kämpfen.

## Leben und Wirken
Durch die Grundschule wurde der damals 6-jährige auf die Problematik von unsauberem Wasser und den damit verbundenen Problemen aufmerksam. Um diesem Ziel näher zu kommen, sammelte er durch Hausarbeiten erarbeitetes und kleine Spenden beschafftes Geld, um es für den Bau von Brunnen zu verwenden. Doch die ersten Versuche scheiterten.
2000 reiste er zu seinem Brieffreund nach Uganda und konnte dort den ersten Brunnen nach langem Kampf errichten lassen. Die Geschichte der Brieffreundschaft ist in einem Kinderbuch festgehalten.
2001 wurde mit Hilfe seiner Eltern die Ryan Wells Foundation zum Sammeln von Geld für die Errichtung von Brunnen, Latrinen und Zugang zu sauberem Wasser gegründet. Seither hat die Stiftung rund 10 Millionen Euro gesammelt, 878 Brunnen und 1120 Latrinen in mehr als 16 Ländern Afrikas und der Karibik errichtet (u. a. Malawi, Simbabwe, Äthiopien, Tansania, Uganda, Kenia, Nigeria, Haiti).
Durch diese Maßnahme haben mehr als 823.238 Menschen Zugang zu sauberem Wasser.
Unterstützung erhielt er von Prinz Edward und Jane Goodall; zahlreiche Medien berichteten weltweit über ihn, so das Time-Magazine, das People Magazin, Reader’s Digest und er saß in der Talkshow von Oprah Winfrey. Auch in Deutschland wurde oft über ihn berichtet, so war er Gast in der Sendung von Markus Lanz oder die Frankfurter Rundschau schrieb über den damals 12-Jährigen einen Artikel am 22. November 2003.
Für sein Engagement wurde er mit einigen Preisen ausgezeichnet.
Später studierte Hreljac Politikwissenschaften und Internationale Entwicklung an der Universität von Halifax und machte in diesen Fächern auch seinen Abschluss.